# Família de Meghan, Duquesa de Sussex
Os membros das famílias Markle e Ragland foram relacionados por casamento à família real britânica desde o casamento de Meghan Markle e do príncipe Henrique, Duque de Sussex, em 19 de maio de 2018, quando ela se tornou a duquesa de Sussex. A família Markle (originalmente grafada Merckel) é de ascendência alemã e tem origem na Alsácia, na moderna fronteira franco-alemã, e seus ancestrais se mudaram para os Estados Unidos no século XVIII; Entre os outros antepassados de seu pai estão os colonos americanos de ascendência inglesa, holandesa e irlandesa. Sua mãe é de descendência afro-americana e seus primeiros ancestrais vieram do estado norte-americano da Geórgia.

## Pais da duquesa de Sussex

### Thomas Markle Sr.
Thomas Wayne Markle é o pai da duquesa de Sussex. Ele é um diretor de iluminação da televisão americana aposentado, nascido em 1945. Markle foi criado em Newport, Pensilvânia, filho de Doris May Rita Sanders e Gordon Arnold Markle. Sua mãe era de Nova Hampshire. Ele tem dois irmãos. Ele era casado com Roslyn Markle (nascida Loveless), com quem teve Thomas Markle Jr. e Samantha Grant (nascida Markle). Ele foi um co-destinatário de dois Prémio Emmy Diurno para o trabalho no drama médico televisão General Hospital (em 1982 e 2011) e recebeu um Prémio Emmy de Chicago / Midwest pelo trabalho no programa de televisão Made in Chicago (em 1975). Ele também ganhou US$ 750.000 na Loteria do Estado da Califórnia em 1990, embora mais tarde tenha declarado falência pessoal (em 2016). Ele atualmente reside em Rosarito Beach, Baixa Califórnia, México. Ele planejou levar Meghan pelo altar para o casamento dela, mas não o fez. Ele disse que sua ausência foi devido à sua saúde, enquanto ele estava se recuperando de um ataque cardíaco e havia sido submetido a uma cirurgia cardíaca. Em referência aos comentários de seu filho e de outra filha sobre o casamento real, ele disse que eles "deveriam calar a boca sobre tudo".

### Doria Ragland
Doria Loyce Ragland é a mãe da duquesa de Sussex. Ela nasceu em 1956. Doria Ragland é filha de Jeanette Arnold (1929–2000) e seu segundo marido, Alvin Ragland (1929–2011). Ela tem dois meio-irmãos maternos mais velhos e um meio-irmão paterno mais novo. Ela é uma Assistente Social Clínica Licenciada e possui Mestrado em Serviço Social pela Universidade do Sul da Califórnia. Em maio de 2018, poucos dias antes do casamento real, ela se demitiu de sua posição em uma clínica de saúde mental para entrar em consultório particular trabalhando com pacientes idosos. Ela trabalhou anteriormente como maquiadora e agente de viagens. Ela tem um relacionamento próximo com sua filha e foi o único membro do lado da família da duquesa que estava presente no casamento real.

## Filhos de Thomas Markle e Roslyn Loveless

### Samantha Markle
Samantha Markle (também conhecida como Samantha Grant) é a meia-irmã paterna da Duquesa de Sussex, filha de Thomas Markle Sr. e Roslyn Markle (nascida Loveless). Ela nasceu em novembro de 1964 e vive com seu namorado Mark Phillips em Belleview, Flórida . Markle se divorciou duas vezes e passou por falências pessoais. Ela foi diagnosticada com esclerose múltipla em 2008 e está usando uma cadeira de rodas desde então. Ela trabalhou como modelo, atriz e conselheira de saúde mental. Markle tem três filhos, um dos quais ela é distante. Ela também está distante de sua mãe, seu irmão e sua meia-irmã. Na época do casamento real, ela havia se afastado de sua meia-irmã por quase uma década e não tinha falado com ela desde 2015. Ela não foi convidada para o casamento do príncipe Harry e sua meia-irmã e não compareceu ao primeiro casamento da meia-irmã. Ela citou Doria Ragland como a principal razão por trás do seu afastamento, e insistiu que Meghan deveria ter ajudado seu pai financeiramente (como ele havia declarado falência em 2016). No entanto, a mãe de Markle criticou o comportamento de sua filha e os comentários para a imprensa, dizendo que ela era "um constrangimento" e precisava "ter alguma dignidade". Ela apareceu no programa especial TLC Quando Harry Conheceu Meghan: Um Noivado Real para discutir sua meia-irmã e seu próximo livro, O Diário da Irmã da Princesa Pushy. Markle insistiu que não será um livro para todos, mas sim apenas sobre "algumas das belas nuances de nossas vidas". Em uma entrevista com o The Sun, Markle chamou sua meia-irmã de um "alpinista social rasa", cujo comportamento não foi "condizente com um membro da família real", embora ela mais tarde mudou de ideia, descrevendo Meghan como "muito animada, muito charmosa", e "absolutamente adorável".
Em maio de 2018, Markle disse à imprensa que havia sofrido um tornozelo quebrado e fraturado o joelho depois que Phillips bateu um carro em uma barreira de concreto enquanto dirigia com ela e tentava evitar ser fotografada por um paparazzi, embora a polícia da Flórida não tenha divulgado nenhum relatório de tal incidente tinha sido arquivado e eles não tinham "nenhuma evidência" de que tivesse ocorrido. Nos meses após o casamento real, Markle ocasionalmente criticou sua meia-irmã no Twitter. Quando perguntada se ela estava ganhando dinheiro falando sobre seus parentes, Markle respondeu: "Eu trabalhei na mídia a maior parte da minha vida e na radiodifusão. Então, porque minha irmã é de repente a realeza não é motivo para eu parar de fazer tudo isso."

### Thomas Markle Jr.
Thomas Markle Jr. é o meio-irmão paterno da Duquesa de Sussex, filho de Thomas Markle Sr. e Roslyn Markle (nascida Loveless). Ele nasceu em 1966 e vive em Grants Pass, Oregon, com sua noiva Darlene Blout. Ele foi casado com Tracy Dooley até o divórcio em 2001 e depois com Johannes Rawha até o divórcio em 2009.  Ele e Tracy Dooley têm dois filhos, Thomas e Tyler Dooley. Ele trabalha como um ajudante de janela. Ele foi preso em janeiro de 2017 após ameaçar segurar uma arma contra a cabeça de Blout durante uma discussão enquanto estava sob a influência de álcool. Mais tarde, em 2018, após outro incidente, Blout afirmou em uma chamada policial que "Markle estava se espancando" e "bebendo", dizendo que "não estava em forma mental". Blout foi presa pela polícia por acusações de agressão, mas depois foi libertada. O casal estava envolvido em outro incidente de violência doméstica em julho de 2018, após o qual Blout foi presa novamente e libertada "depois de pagar fiança".
Thomas Markle Jr. não foi convidado para o casamento do príncipe Harry e sua meia-irmã, e na época do casamento, ele não a via há cerca de sete anos. Em uma entrevista ao Daily Mirror em abril de 2018, Markle chamou sua meia-irmã de "falsa" que "se transformou em uma pessoa diferente" e "esqueceu suas raízes e sua família" desde que se tornou famosa. Ele então enviou uma carta ao Príncipe Harry, pedindo-lhe para cancelar o casamento, dizendo que o próximo casamento seria "o maior erro na História do Casamento Real", criticando o tratamento de sua meia-irmã a Thomas Markle, dizendo que ela tinha foi "usando seu próprio pai até que ele está falido", e chamando-a de "uma mulher entediada, superficial, vaidosa". No entanto, ele escreveu mais tarde uma outra carta em que ele disse à sua meia-irmã que ele estava "arrependido por desabafar minhas frustrações" depois de não ser convidado para o casamento e que ele estava "muito orgulhoso" dela e queria que ela "tivesse um ótimo casamento" e um longo futuro com o príncipe Harry". Após o relacionamento de seu pai com Meghan azedar após suas múltiplas entrevistas pagas, Markle Jr. disse no Daily Mirror que "ela está abusando de seu amor por ela, ... É egoísta, mesmo cruel".

## Ancestral de Thomas Markle Sr. e Doria Ragland
Thomas Markle é descendente de imigrantes alemães, ingleses, e irlandeses. Seu antepassado Heinrich Martin Merckel emigrou para os Estados Unidos de Lampertsloch, uma cidade historicamente de língua alemã na França moderna perto da fronteira franco-alemã, e mais tarde mudou a grafia de seu nome para Markle, seu atual sobrenome. Entre os distantes ancestrais de Thomas Markle estão o Capitão Christopher Hussey, o Rei Roberto I da Escócia, Sir Philip Wentworth e sua esposa, Mary Clifford, filha de John Clifford, 7º Barão de Clifford e descendente do rei Eduardo III de Inglaterra
. Entre os descendentes de Mary Clifford está o Rev. William Skepper, do Sidney Sussex College, Cambridge, que imigrou para Boston, Massachusetts, na Nova Inglaterra, em 1639. Por algumas décadas, pesquisadores sugeriram que o capitão Hussey era descendente de John Hussey, 1º Barão Hussey de Sleaford, um descendente do Rei João, e essa descendência foi amplamente divulgada na mídia. A Sociedade Genealógica Histórica da Nova Inglaterra, no entanto, diz que a conexão de Christopher Hussey com qualquer família nobre "parece altamente improvável".
Doria Ragland é descendente de afro-americanos escravizados na Geórgia. De acordo com informações transmitidas (muitas delas verbalmente) de gerações anteriores, o nome Ragland veio de William Ragland, um metodista que emigrou durante o século XVIII de Cornwall, Inglaterra para a América do Norte, colonizando sucessivamente Virgínia, Carolina do Norte e Geórgia. Infere-se por membros da família que o primeiro antepassado africano-americano identificável de Doria Ragland era Richard Ragland, nascido em Jonesboro, Geórgia em 1830; ele viveu o suficiente para experimentar a abolição da escravidão em 1865.